# ورد ركسبوري
ورد روكسبوري (الاسم العلمي:Rosa roxburghii) هو نوع من النباتات يتبع جنس الورد من الفصيلة الوردية. سمي هذا النوع نسبة إلى عالم النبات الاسكتلندي وليام ركسبورغ.